# Tapinocyba dietrichi
Tapinocyba dietrichi är en spindelart som beskrevs av Crosby och Bishop 1933. Tapinocyba dietrichi ingår i släktet Tapinocyba och familjen täckvävarspindlar. Inga underarter finns listade i Catalogue of Life.